# Aeroporto de Arapongas
O Aeroporto de Arapongas - Alberto Bertelli  (IATA: APX; ICAO: SSOG) é um aeródromo civil público, localizado no município brasileiro de Arapongas, estado do Paraná. Foi homologado em 1982.
Em 2019, foram iniciadas operações comerciais de transporte de passageiros.
Em 2020, a empresa aérea contratada pelo programa Voe Paraná foi vendida e os voos cancelados no estado.

## Voos comerciais
Em 2019 foi anunciado o início dos voos comerciais no aeroporto, com aeronaves Cessna Grand Caravan da empresa Two Flex, em parceria com a Gol Linhas Aéreas, ligando o município a Curitiba.
As operações faziam parte do Programa Voe Paraná, do governo estadual, que objetiva o aumento de cidades atendidas por linhas aéreas, tendo em contrapartida a redução do ICMS sobre o querosene de aviação.

Em 2022, os voos comerciais retornaram por meio da Azul Conecta, porém a empresa abandonou a rota no final do ano.